# István Herczeg
István Herczeg (Apátfalva, 7 dicembre 1887 – Szatymaz, 4 luglio 1949) è stato un ginnasta ungherese.

## Palmarès

### Olimpiadi
- 1 medaglia:
  - 1 argento (Stoccolma 1912 nel concorso a squadre)